# Suite de Riesz
Pour les articles homonymes, voir Riesz.
En mathématiques, une suite de vecteurs (xn) dans un espace de Hilbert {\displaystyle (H,\langle \cdot ,\cdot \rangle )} est appelée suite de Riesz s'il existe des constantes {\displaystyle 0<c\leq C<+\infty } telles que
{\displaystyle c\left(\sum _{n}|a_{n}|^{2}\right)\leq \left\Vert \sum _{n}a_{n}x_{n}\right\Vert ^{2}\leq C\left(\sum _{n}|a_{n}|^{2}\right)}
pour toute suite de scalaires  (an) dans l'espace ℓ2.  
Une suite de Riesz est appelée base de Riesz si
{\displaystyle {\overline {\mathop {\rm {vect}} (x_{n})}}=H} .

## Théorèmes
Si H est un espace de dimension finie, alors toute base de H est une base de Riesz.
Soit φ dans l'espace L2(R), soit
{\displaystyle \phi _{n}(x)=\phi (x-n)}
et soit {\displaystyle {\hat {\varphi }}} la transformée de Fourier de φ. On définit des constantes c et C telles que {\displaystyle 0<c\leq C<+\infty }. Alors les propriétés suivantes sont équivalentes:
{\displaystyle 1.\quad \forall (a_{n})\in \ell ^{2},\ \ c\left(\sum _{n}|a_{n}|^{2}\right)\leq \left\Vert \sum _{n}a_{n}\varphi _{n}\right\Vert ^{2}\leq C\left(\sum _{n}|a_{n}|^{2}\right)}
{\displaystyle 2.\quad c\leq \sum _{n}\left|{\hat {\varphi }}(\omega +2\pi n)\right|^{2}\leq C}
La première des conditions ci-dessus est la définition pour que (φn) forme une base de Riesz pour le sous-espace qu'elle engendre.